# Glaphyrus comosus
Glaphyrus comosus är en skalbaggsart som beskrevs av Edgar von Harold 1869. Glaphyrus comosus ingår i släktet Glaphyrus och familjen Glaphyridae. Inga underarter finns listade i Catalogue of Life.